# Przełom Nysy Kłodzkiej koło Morzyszowa
Przełom Nysy Kłodzkiej koło Morzyszowa este o arie protejată (sit de importanță comunitară — SCI) din Polonia întinsă pe o suprafață de 282,37 ha, integral pe uscat.

## Localizare
Centrul sitului Przełom Nysy Kłodzkiej koło Morzyszowa este situat la coordonatele 50°29′38″N 16°42′20″E / 50.4939°N 16.7055°E.

## Înființare
Situl Przełom Nysy Kłodzkiej koło Morzyszowa a fost declarat sit de importanță comunitară în martie 2007 pentru a proteja 7 specii de animale.

## Biodiversitate
Situată în ecoregiunea continentală, aria protejată conține 13 habitate naturale: Tufărișuri subcontinentale peripanonice, Pajiști panonice carstice (Stipo-Festucetalia pallentis), Fânețe de joasă altitudine (Alopecurus pratensis, Sanguisorba officinalis), Pante stâncoase silicioase cu vegetație casmofită, Păduri de fag Luzulo-Fagetum, Păduri de fag Asperulo-Fagetum, Păduri de stejar și carpen Galio-Carpinetum, Păduri pe pante, grohotișuri și ravene de Tilio-Acerion, Păduri acidofile de stejar bătrân cu Quercus robur pe câmpii nisipoase, Păduri aluvionare cu Alnus glutinosa și Fraxinus excelsior (Alno-Padion, Alnion incanae, Salicion albae), Păduri stepice euro-siberiene cu Quercus spp., Râuri de munte și vegetația erbacee de pe malurile acestora, Cursuri de apă de la nivel de câmpie la nivel montan, cu vegetație Ranunculion fluitantis și Callitricho-Batrachion.
La baza desemnării sitului se află mai multe specii protejate:
- mamifere (5): liliac cârn (Barbastella barbastellus), vidră de râu (Lutra lutra), liliac cu urechi mari (Myotis bechsteinii), liliac cărămiziu (Myotis emarginatus), liliac comun (Myotis myotis)
- nevertebrate (1): Phengaris nausithous
- pești (1): zglăvoacă (Cottus gobio)